# سقوط کردیم
سقوط کردیم یا ما فروپاشیدیم (انگلیسی: WeCrashed) یک مینی‌سریال تلویزیون اینترنتی در ژانر درام است که بر اساس پادپخش وی‌کرشت: ظهور و سقوط وی‌ورک اثر واندری ساخته شده‌است. بازیگران اصلی آن جرد لتو و ان هتوی هستند. این مینی‌سریال در ۱۸ مارس ۲۰۲۲ از طریق اپل تی‌وی پلاس نمایش داده شد. بخشی از مینی‌سریال در ۱۲ مارس ۲۰۲۲ در جشنواره جنوب از جنوب غربی نمایش داده شده بود.

## بازیگران و شخصیت‌ها

### اصلی
- جرد لتو در نقش آدام نویمان، یکی از بنیانگذاران وی‌ورک
- ان هتوی در نقش ربکا نویمان، همسر آدام نویمان
- کایل ماروین در نقش میگل مک‌کلوی، یکی از بنیانگذاران وی‌ورک
- آمریکا فررا در نقش الیشیا کندی

### دوره‌ای
- رابرت امت لونی در نقش ریچارد
- او.تی. فاگبنلی در نقش کامرون لاتنر
- تئو استاکمن در نقش جیکوب
- آنتونی ادواردز

## تولید
پس از اینکه لی آیزنبرگ یک قرارداد کلی چند ساله با اپل امضا کرد، گزارش شد که یک مجموعهٔ درام بر اساس داستان وی‌ورک در فوریه ۲۰۲۰ در حال توسعه است. در دسامبر ۲۰۲۰ اعلام شد که اپل تی‌وی پلاس این مجموعه را در دست توسعه قرار داده‌است و جرد لتو در حال مذاکره برای بازی در آن است. قرار بود این مجموعه را جان ریکوآ و گلن فیکارا کارگردانی کنند ولی در نهایت لی آیزنبرگ و درو کرولو آن را توسعه و نویسندگی کردند. در ماه بعد سفارش مجموعهٔ هشت قسمتی داده شد و تأیید شد که لتو در کنار ان هتوی نقش‌آفرینی خواهد کرد. هر دو در مقام تهیه‌کنندهٔ اجرایی این مجموعه خواهند بود. در آوریل ۲۰۲۱، کایل ماروین برای یکی از نقش‌های اصلی انتخاب شد و نقش میگل مک‌کلوی، یکی دیگر از بنیانگذاران وی‌ورک را ایفا کرد. در جولای ۲۰۲۱، آمریکا فررا به گروه بازیگران اضافه شد. در آگوست ۲۰۲۱، او.تی. فاگبنلی با ظرفیت تکرارشونده به بازیگران اضافه شد. در دسامبر ۲۰۲۱، تئو استاکمن در نقش تکرارشونده به بازیگران اضافه شد، و آنتونی ادواردز هم در فوریه ۲۰۲۲ برای بازی در آن انتخاب شد.

### فیلمبرداری
در می ۲۰۲۱، هتوی در حال فیلمبرداری برای این سریال در شهر نیویورک دیده شد. در ۲۱ سپتامبر ۲۰۲۱، هاتاوی اظهار داشت که فیلمبرداری به پایان رسیده‌است.

## انتشار
این مجموعه در ۱۸ مارس ۲۰۲۲ از طریق اپل تی‌وی پلاس پخش شد. پیش‌نمایش اولین قسمت آزمایشی مجموعه ۱۲ مارس ۲۰۲۲ در SXSW بود